# 에스타디오 리베르타도레스 데 아메리카

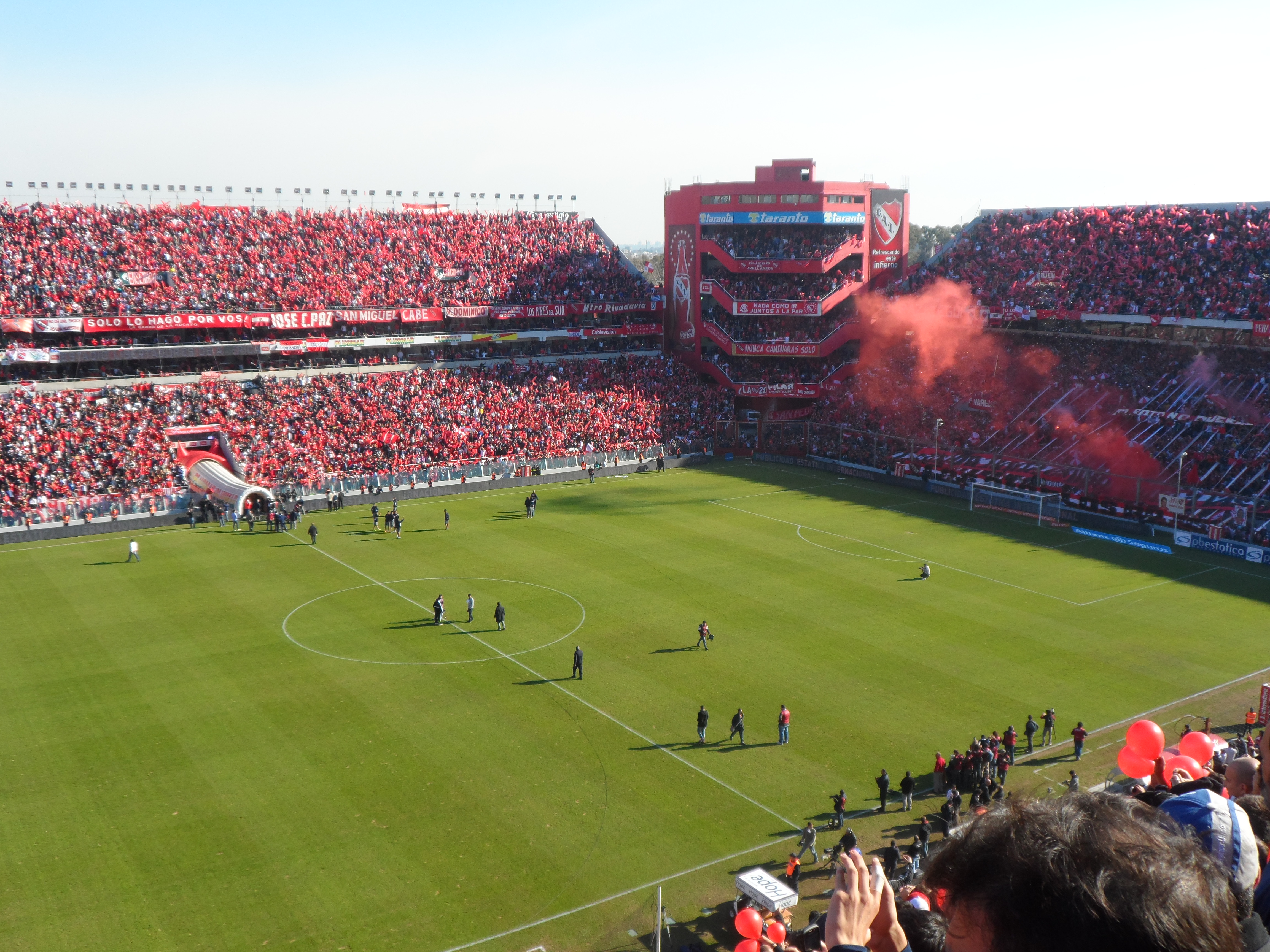

리베르타도레스 데 아메리카 경기장(Estadio Libertadores de América)은 아르헨티나 부에노스아이레스주 아베쟈네다에 있는 축구 경기장으로 아르헨티나 프리메라 디비시온 인데펜디엔테의 홈 구장으로 사용되고 있다. 라 도블레 비세라 데 세멘토(La Doble Visera de Cemento; 두 개의 시멘트 차양)라는 별칭으로 잘 알려져 있다. 관중석 위의 지붕에서 비롯된 별칭이다. 줄여서 라 도블레 비세라라고 부르는 경우도 많다.

## 역사
이 경기장은 1928년 개장했는데, 남아메리카에서 시멘트로 완공된 첫 번째 경기장으로 알려져 있다 (세계에서 두 번째). 그리고 아르헨티나에서 네 번째로 큰 경기장이기도 하다.
경기장 개장 경기는 인데펜디엔테와 우루과이의 축구팀 페냐롤과의 경기였는데, 2-2 무승부로 끝이 났다. 1960년 보수 공사를 통해 서편 좌석과 박스석, 미디어석, 해자, 그리고 자동 분무 시설 등 현대적인 시설들을 갖추게 되었다. 리모델링이 끝난 후 가진 첫 경기는 숙명의 라이벌 라싱 클럽과의 아베쟈네다 클라시코였는데, 1961년 8월 20일 열린 이 역사적인 클라시코에서 로스 로호스(Los Lojos, 인데펜디엔테)는 4 - 0으로 아카데미아(La Academia, 라싱 클럽)를 대파했다.
2006년 12월부터 새 경기장을 짓기 위해 기존 경기장 문을 닫은 상태이다. 마지막으로 열렸던 경기는 힘나시아 후후이와의 리그 경기였으며, 인데펜디엔테는 1-3으로 패했다. 역사적인 마지막 골을 넣은 선수는 페데리코 곤살레스였다. 07년 클라우수라부터는 400여 미터 떨어진 곳에 있는 라싱 클럽의 홈구장 엘 실린드로를 같이 사용하고 있다.

## 누에보 리베르타도레스 데 아메리카
새 리베르타도레스 경기장(Nuevo Estadio Libertadores de América)이 현재 공사중이다. 원래 2008년 11월 25일까지 끝내고자 하였으나 일정이 지연되어 아직까지도 공사가 이루어지고 있다. 구단 측은 미래를 내다보고, 아르헨티나 뿐 아니라 남미에서 가장 현대적인 경기장을 지으려 시도하고 있다. 예상 경비는 2천만 달러이며, 2005년과 2006년 두 건의 성공적인 선수 이적으로 소요 경비를 충당할 수 있었다. 아르헨티나의 신성 세르히오 아구에로를 2,300만 유로에 아틀레티코 마드리드로, 골키퍼 오스카르 우스타리를 8백만 유로에 헤타페로 팔았던 것이다.
공사는 옛 리베르타도레스 데 아메리카 경기장(Viejo Estadio Libertadores de América)를 부수고 그 기반 위에서 진행되고 있다. 새 경기장은 네 개의 구역과 박스석을 구비하고 이층으로 구성될 예정으로, 아르헨티나에서는 처음으로 FIFA의 요구 사항을 충족시키는 경기장이 될 전망이다. 경기장은 48,000 석 규모의 관중석과 두개의 디지털 스크린, 숙박시설, 구단 박물관과 팬샵, 쇼핑몰도 포함될 예정이다. 48,000 석의 좌석 규모는 엘 모누멘탈에 이어 아르헨티나에서 두 번째로 많은 수이다.

## 갤러리

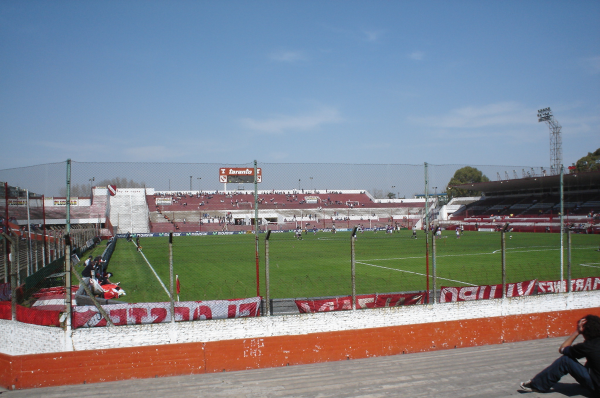
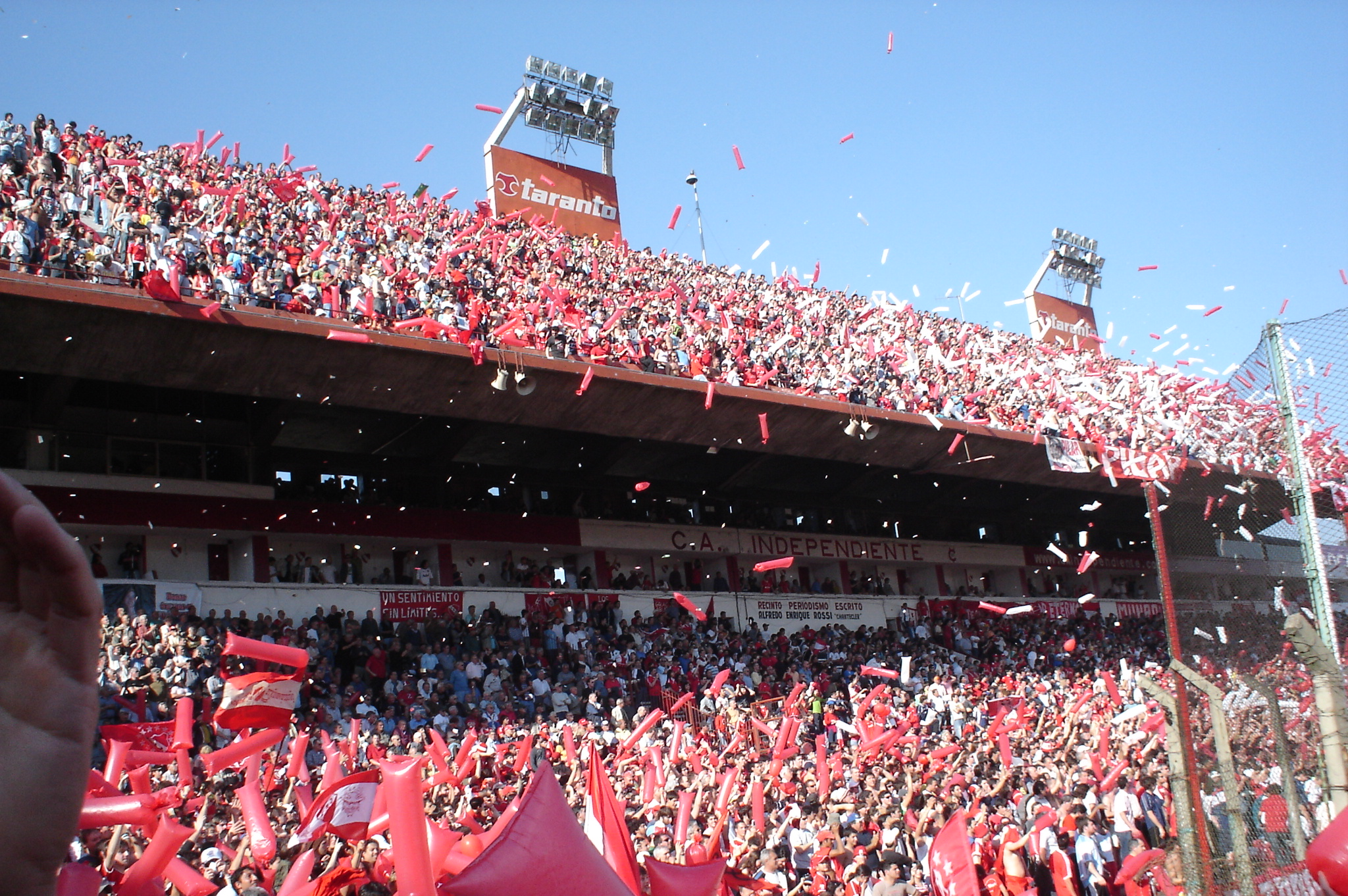
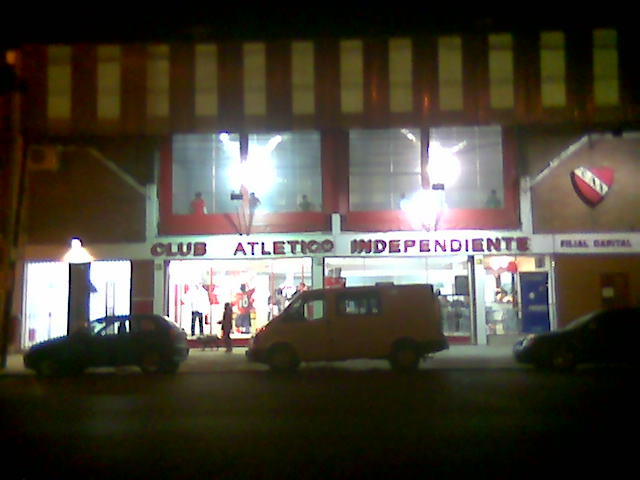
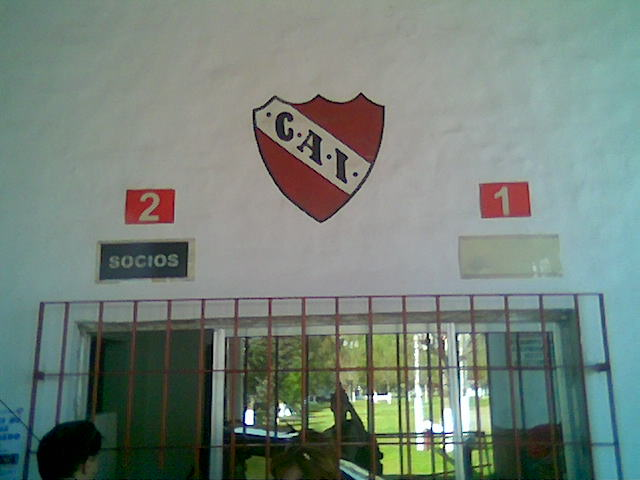
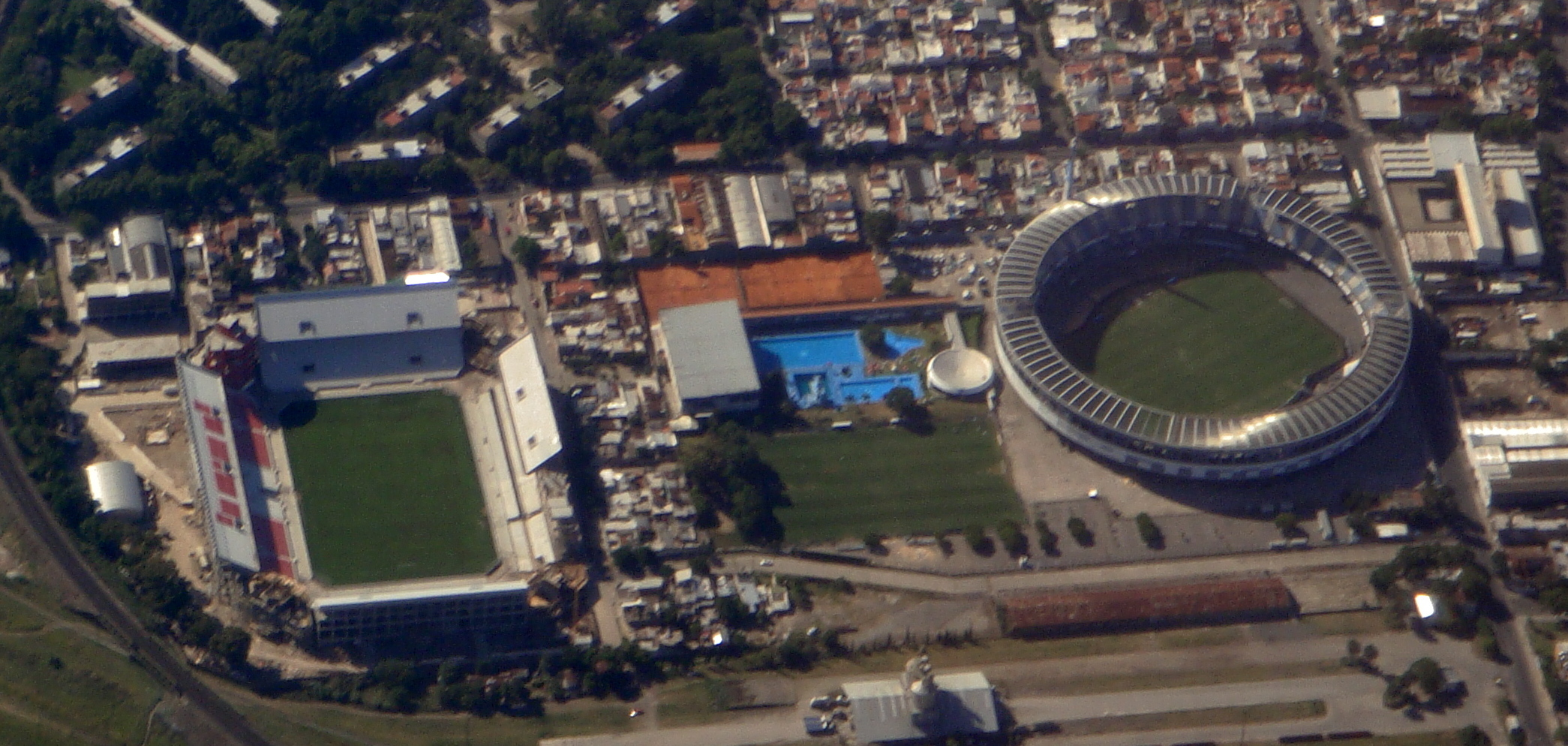

## 기록

### 1972년 인터콘티넨털컵
| 날짜           | 팀 1            | 스코어 | 팀 2       | 라운드 |
| -------------- | --------------- | ------ | ---------- | ------ |
| 1972년 9월 6일 | CA 인데펜디엔테 | 1 - 1  | AFC 아약스 | 1차전  |

## 같이 보기
- 아베쟈네다 클라시코
- 리베르타도레스

## 참고
1. ↑  “Stadiums of Argentina”. Football-Lineups.com. 2008년 2월 1일에 확인함.